# Červená Lhota
Červená Lhota là một làng thuộc huyện Třebíč, vùng Vysočina, Cộng hòa Séc.